# Diecezja Santanderu
Diecezja Santanderu (łac. Dioecesis Santanderiensis) – diecezja Kościoła rzymskokatolickiego w Hiszpanii. Należy do metropolii Oviedo. Została erygowana 12 grudnia 1754.